# Ukraiński Komitet Centralny w Polsce
Ukraiński Komitet Centralny w Polsce (ukr. Український Центральний Комітет у Польщі) – emigracyjna organizacja ukraińska w Polsce w latach 20. i 30. XX wieku.
Komitet został utworzony w poł. 1921 r. w Warszawie. Pełnił funkcje oficjalnego przedstawicielstwa Rządu Ukraińskiej Republiki Ludowej na Emigracji. Na jego czele stanął M. Kowalski. Organem prasowym były „Wisty Ukrajinśkoho Centralnoho Komiteu w Polszczi”, zaś od 1934 r. pismo „Za niezależność”. Oddziały Komitetu powstały w miastach, gdzie istniały największe skupiska uchodźców ukraińskich (m.in. w Krakowie, Lublinie, Poznaniu, Łodzi, Toruniu), a także na zachodniej Ukrainie (m.in. we Lwowie, Stanisławowie, Równem). Wśród czołowych działaczy byli m.in. P. Szkurat, gen. Ołeksander Zagrebski, płk Ołeksander Wiszniwski, gen. Salski, Jewhen Głowinski, płk Ołeksander Kuźminski. Jednym z pierwszych zadań organizacji stało się znalezienie pracy dla ukraińskich uchodźców wojskowych i cywilnych, osadzonych w obozach dla internowanych. Organizowano dla nich tzw. grupy robocze, które kierowano na budowy, do pracy przy wyrębie lasów, w tartakach i gospodarstwach rolniczych. Kryzys ekonomiczny w poł. lat 20. doprowadził do rozwinięcia przez Komitet akcji organizowania wyjazdów do Francji i innych krajów. Oprócz działalności kulturalno-oświatowej organizacja sprawowała opiekę prawną i prowadziła samopomoc dla swoich członków. W Kaliszu, gdzie od 1924 r. istniała Stanica Ukraińska, Komitet zorganizował gimnazjum ukraińskie, zaś w Przemyślu bursę im. S. Petlury. Prowadzono współpracę z ukraińskimi organizacjami emigracyjnymi w Czechosłowacji, Rumunii, czy Francji. Przedstawiciele Komitetu brali udział w konferencjach emigracji ukraińskiej, organizowanych od 1929 r. Działalność Komitetu zakończył atak wojsk niemieckich na Polskę 1 września 1939 r.